# Nicole Garay
Nicolasa de las Mercedes Garay (10 de septiembre de 1873-19 de junio de 1928), conocida popularmente como Nicolle Garay, fue una poetisa, pianista, violinista, educadora y feminista panameña, integrante de la primera generación de poetas del país. 
Fue hija del pintor colombiano Epifanio Garay, quien se radicó en Panamá, y hermana del músico Narciso Garay. Recibió educación privada a través de varias maestras y en 1882 se mudó a Bogotá, para luego irse junto con su familia a Francia gracias a una beca del gobierno. Posteriormente estaría regresando a Colombia, rotando entre Panamá y Bogotá, y aprendiendo de diversos maestros, entre ellos Manuel José Hurtado. En ese período formó sus conocimientos de piano, violín, flauta, guitarra, bellas artes y literatura. Fue parte de las artistas que con sus obras participaron en la Exposición Nacional de 1899.
Se mantuvo en Bogotá hasta 1903, para luego incursionarse en la educación privada y pública en Panamá. Entre 1921 y 1925 fue directora del Conservatorio Nacional de Música y Declamación. Dirigió la Cruz Roja Nacional de Panamá como Presidenta Honoraria desde la salida de Alicia Castro de Porras en 1924, hasta 1926.  También formó parte del movimiento feminista de Esther Neira de Calvo.
Falleció en la Ciudad de Panamá el 19 de junio de 1928.
En su poesía subyace una fuerte corriente romántica, encontrándose con ella la melancolía producida por la ausencia del ser amado o por la incertidumbre de la vida. Nicolle Garay es una de las pocas poetas panameñas, mujeres, en cuyas obras se percibe la preocupación por el futuro del país, además de los temas románticos y sociales.

## Obras
- Rima
- De ayer a hoy
- Cantinela
- Esplín
- Las dos plegarias
- 3 de noviembre
- Pedacito de tierra
- El niño patriota.